# Rättvisa (tarotkort)

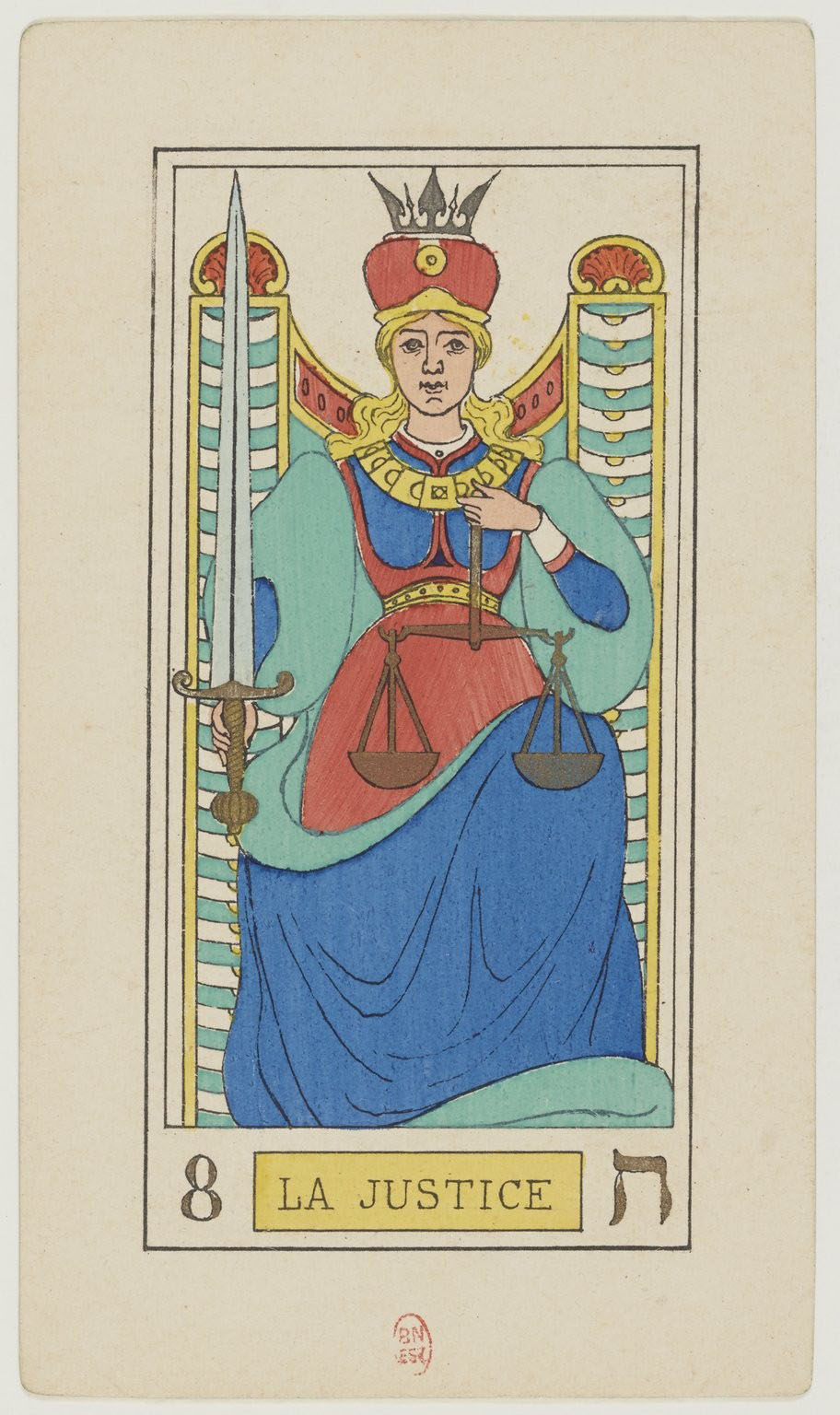
Tarotkortet Rättvisa som har varit relativt oförändrat genom historien.

Rättvisa är ett av de 78 korten i en tarotkortlek och är ett av de 22 stora arkanakorten. Kortet ses generellt som nummer 11. Rättvänt symboliserar kortet rättvisa, karma, konsekvenser, lag, att ställas till svars, sanning, ärlighet, integritet liksom orsak och verkan. Omvänt symboliserar kortet orättvisa, vedergällning, oärlighet och korruption. Generellt framställer kortet en kvinna med ett tvåeggat svärd i ena handen och en våg i andra handen samt med en krona på huvudet. Bakom henne syns ibland pelare samt en lila mantel. I tidiga lekar var kortet numrerat som nummer 8 men ändrades med tiden till nummer 11 av astrologiska skäl. Orsaken var att styrkankortet skulle passa in med stjärntecknet Lejonet medan rättvisa skulle passa in med stjärntecknet Vågen. Överlag har kortet förändrats relativt lite. På 1500-talet blev det populärt att kvinnan på kortet hade ögonbindel, vilket är en typisk allegori för rättvisa under medeltiden såväl som renässansen. Ursprungligen är inspirationen för kvinnan på kortet hämtad från den romerska gudinnan Justitia, som i sin tur hämtat sin inspiration från den grekiska gudinnan Themis.